# Карл-Єско фон Путткамер
Карл-Єско фон Путткамер (нім. Karl-Jesko von Puttkamer; 24 березня 1900, Франкфурт-на-Одері — 4 березня 1981, Нойрід) — військово-морський діяч, керівний співробітник ОКМ, контр-адмірал (1943). Ад'ютант Адольфа Гітлера від крігсмаріне.

## Біографія
2 липня 1917 року вступив добровольцем у ВМФ Німецької імперії. Учасник Першої світової війни, служив на лінкорі «Кайзерін». У 1918 році закінчив навігаційні курси в Мюрвіку. У 1919 році — член Добровольчого корпусу «Петерсдорф», учасник боїв з більшовиками в Курляндії.
Після демобілізації армії залишений на флоті та 1 січня 1921 отримав звання лейтенанта. З 1 травня 1925 року — груповий офіцер у військово-морському училищі в Мюрвіку. З 24 вересня 1926 року — в штабі командувача флотом. З 29 вересня 1928 року — командир міноносця «Альбатрос», з 15 жовтня 1931 року — командир міноносця «Морський орел». 27 вересня 1933 призначений офіцером зв'язку ВМФ при командуванні сухопутних військ в Берліні. З 1 липня 1935 року — 2-й ад'ютант і офіцер зв'язку ВМФ при А. Гітлера. 3 липня 1938 року направлений на службу на «Германіаверфт» в Кіль, а 17 вересня 1938 року почав командиром ескадреного міноносця «Ганс Лоді» і флаг-капітаном 4-ї флотилії ескадрених міноносців.
Перед початком Другої світової війни 23 серпня 1939 року призначений офіцером зв'язку ОКМ у ставці фюрера, а 1 жовтня 1939 перейменований в офіцери зв'язку ВМФ при фюрері і рейхсканцлері і Верховному головнокомандувачі. Постійно перебував при Гітлері, супроводжував його в усіх поїздках в якості ад'ютанта. У квітні 1945 року перебував в Імперській канцелярії. 21 квітня 1945 року втік через Зальцбург в «Берггоф». 8 травня 1945 здався американській владі. 12 травня 1947 року звільнений.

## Нагороди
- Морський нагрудний знак «За поранення» в чорному
- Залізний хрест 2-го класу (11 вересня 1919)
- Сілезький орел 2-го ступеня
- Хрест Левенфельда
- Балтійський хрест
- Орден морських заслуг (Іспанія) 1-го класу, білий дивізіон (16 листопада 1928)
- Почесний хрест ветерана війни з мечами (20 жовтня 1934)
- Медаль «За вислугу років у Вермахті» 4-го, 3-го і 2-го класу (18 років; 2 жовтня 1936) — отримав 3 медалі одночасно.
- Авіський орден, офіцерський хрест (Португалія)
- Орден «Святий Олександр» 4-го ступеня (Третє Болгарське царство; 17 грудня 1936)
- Орден Корони Італії
  - офіцерський хрест (29 вересня 1937)
  - командорський хрест (19 січня 1939)
- Орден Заслуг (Угорщина), офіцерський хрест (12 серпня 1938)
- Медаль «У пам'ять 13 березня 1938 року»
- Орден Хреста Свободи 2-го класу з дубовим листям і мечами (Фінляндія; 11 червня 1942)
- Нагрудний знак «За поранення 20 липня 1944» в чорному (20 липня 1944)
- Золотий партійний знак НСДАП (1944)
- Німецький спортивний знак

## Галерея

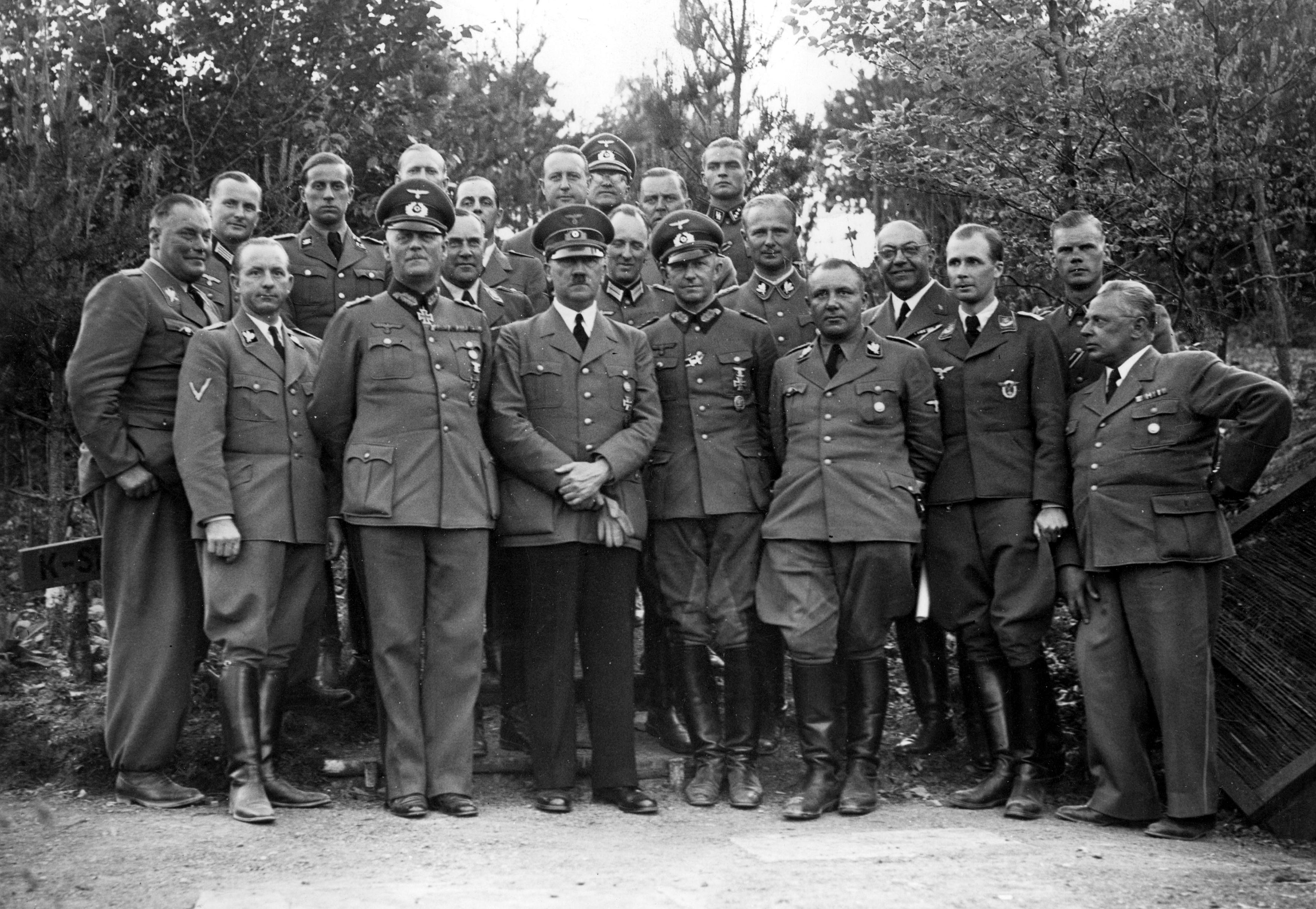
Адольф Гітлер зі своїм штабом (червень 1940). Путткамер — крайній ліворуч в задньому ряду (обличчя наполовину приховане кашкетом Вільгельма Кейтеля).
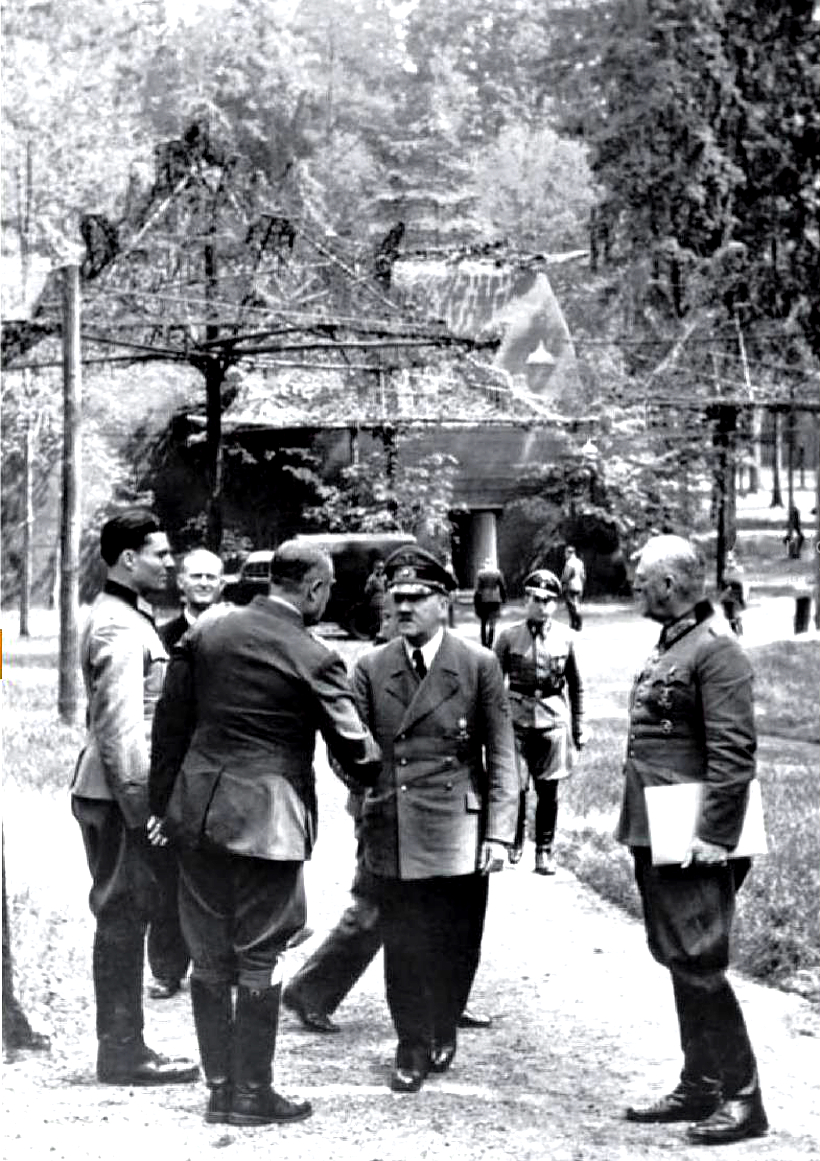
Путткамер — другий ліворуч (Вольфшанце, 15 липня 1944)
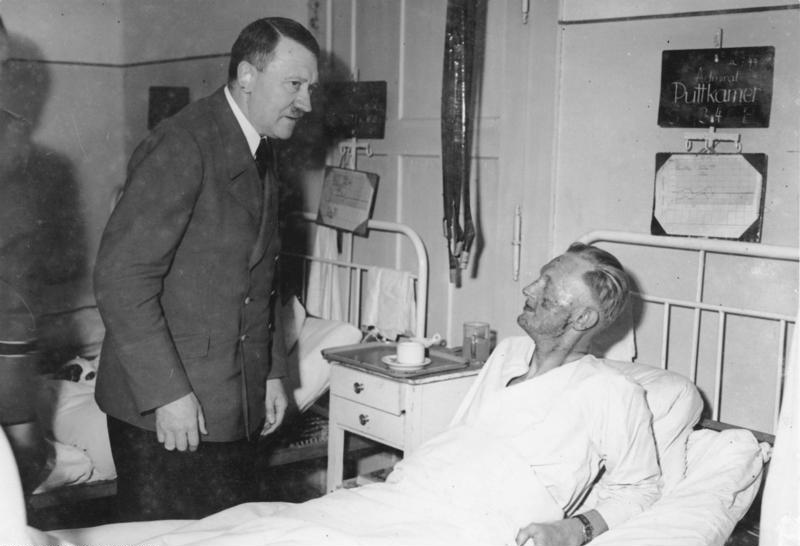
Гітлер відвідує Путткамера в лікарні після замаху 20 липня 1944 (кінець липня 1944)